# 館腰駅

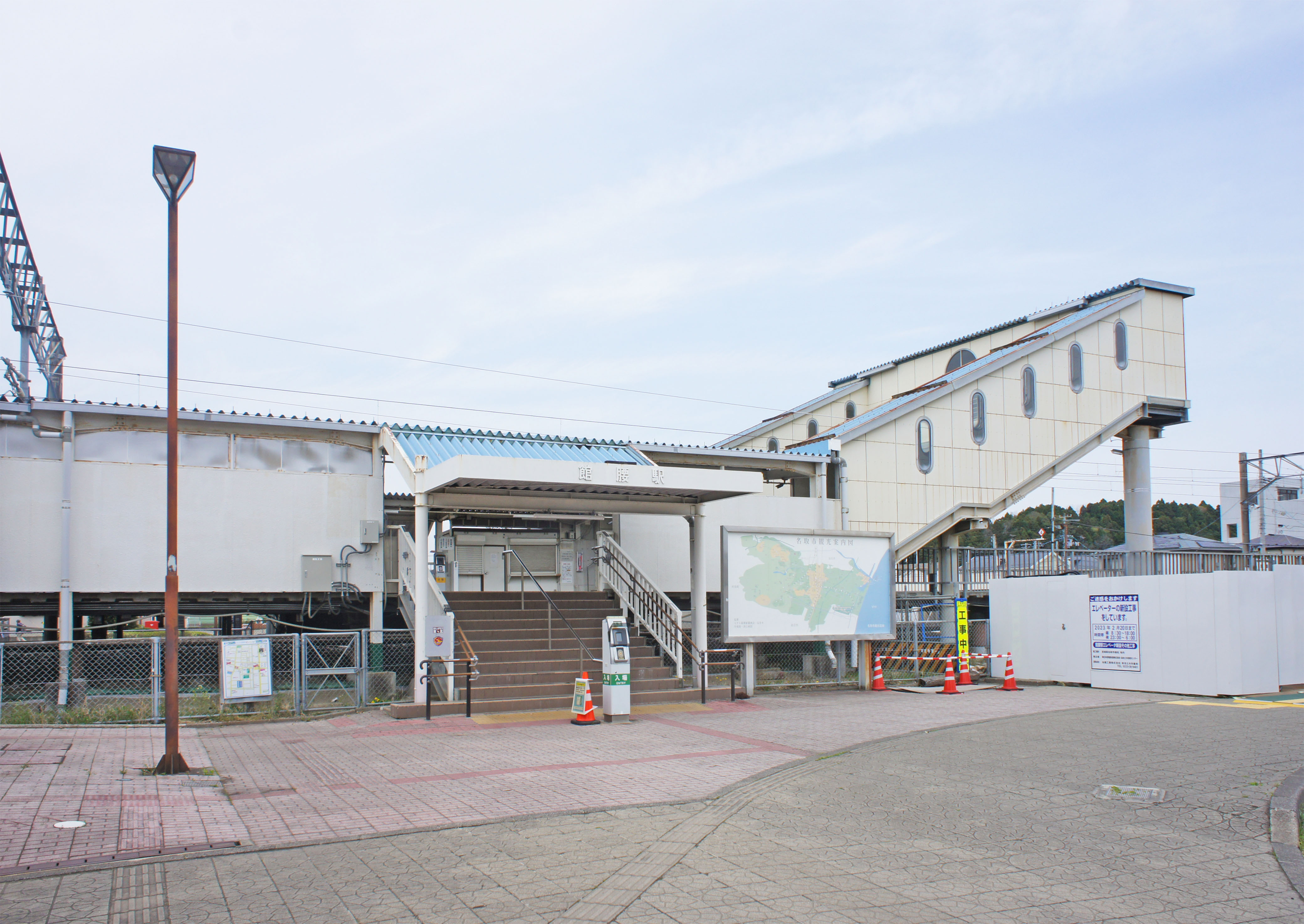
東口（2022年4月）

館腰駅（たてこしえき）は、宮城県名取市植松4丁目にある、東日本旅客鉄道（JR東日本）東北本線の駅である。
岩沼駅から乗り入れる常磐線の普通列車も当駅に停車する。

## 歴史
仙台空港へのアクセスと名取市南部の利便向上のために設置され、同時に当駅と空港を結ぶ路線バスも開設された。2007年（平成19年）3月18日に仙台空港鉄道仙台空港線が開業するまでは仙台空港口の副駅名があり、一部列車のアナウンスでは「館腰・仙台空港口」となっていたが、現在はアナウンスされていない。2010年（平成22年）3月限りで空港への連絡バスが廃止され、空港へのアクセス機能は消失した。ただし、朝夕のみ臨空循環バスを使い空港に行くことは可能である。

### 年表
- 1985年（昭和60年）
  - 1月8日：新駅建設に着手[2]。総工費1億9500万円全額を地元が負担して建設される請願駅であった[2]。
  - 4月22日：開業[2]。当時は無人駅であった[4]。
- 1986年（昭和61年）10月15日：乗車駅証明書発行機を設置[5]。
- 1987年（昭和62年）
  - 2月：名取駅からの駅員派遣による事実上の有人化。
  - 4月1日：国鉄分割民営化により、JR東日本の駅となる[6]。
  - 7月1日：仙台空港口の愛称名が付けられる[3]。
- 2003年（平成15年）10月26日：ICカード「Suica」の利用が可能となる[7]。
- 2007年（平成19年）
  - 3月18日：仙台空港鉄道の開業により、「館腰・仙台空港口」の呼称を廃止。
  - 4月1日：社員配置（名取駅より派遣）を廃止し、東北総合サービスに業務委託。
- 2023年（令和5年）3月10日：エレベーターや連絡通路が使用を開始[8]。
- 2024年（令和6年）10月1日：えきねっとQチケのサービスを開始[1][9]。

## 駅構造
相対式ホーム2面2線を有する地上駅である。下りホーム上に窓口が設置されている。改札口はなく、直接ホームに入る方式である（当駅が無人駅として開業したことに由来）。上り方面ホームに東口、下り方面ホームに西口が設けられている。
仙台駅管理の業務委託駅（JR東日本東北総合サービス委託）である。自動券売機と簡易Suica改札機が設置されている。

### のりば
| 番線 | 路線       | 方向 | 行先     |
| ---- | ---------- | ---- | -------- |
| 1    | ■ 東北本線 | 下り | 仙台方面 |
| 2    | ■ 東北本線 | 上り | 白石方面 |
| 2    | ■ 常磐線   | 上り | 亘理方面 |

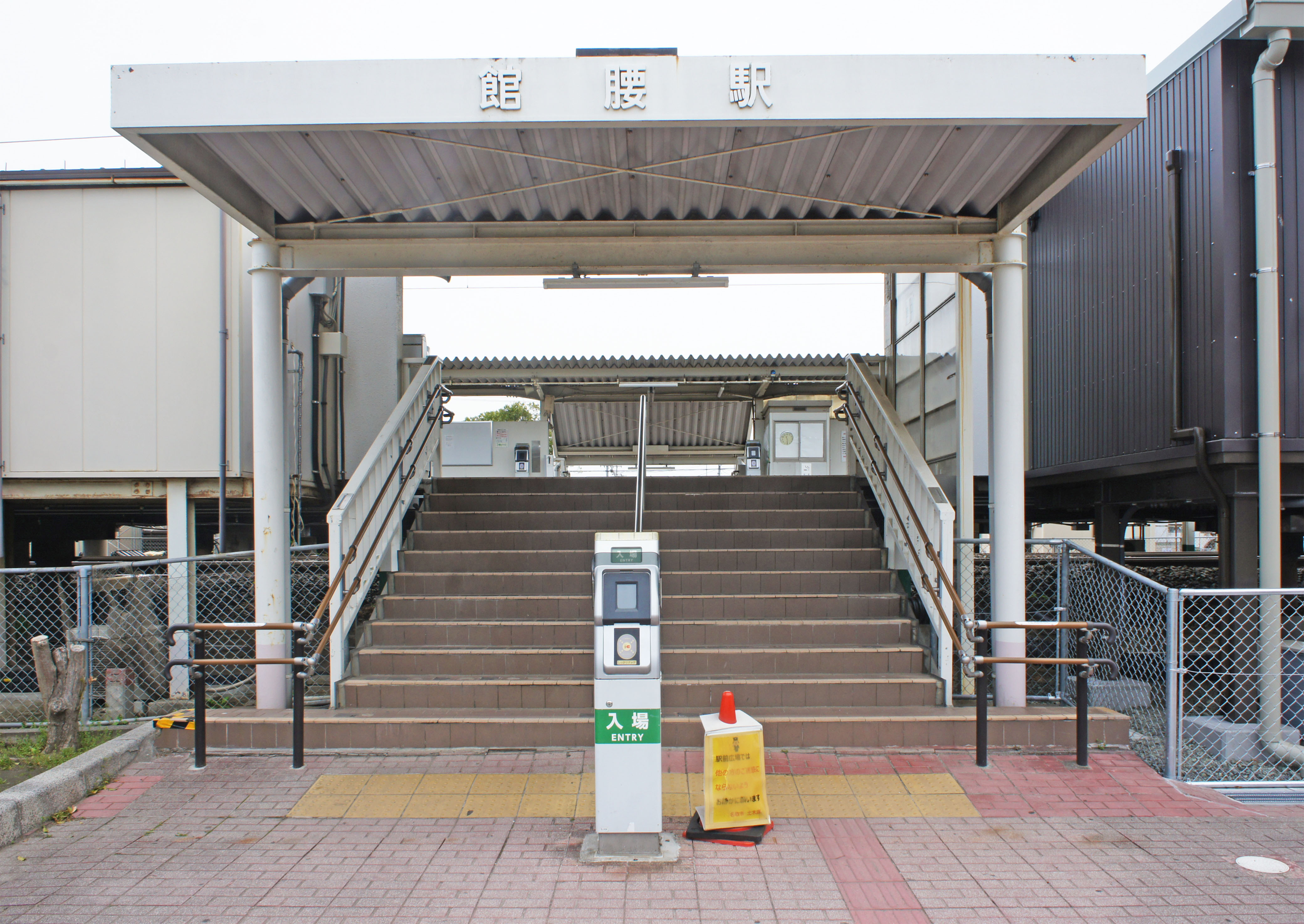
西口改札（2022年4月）
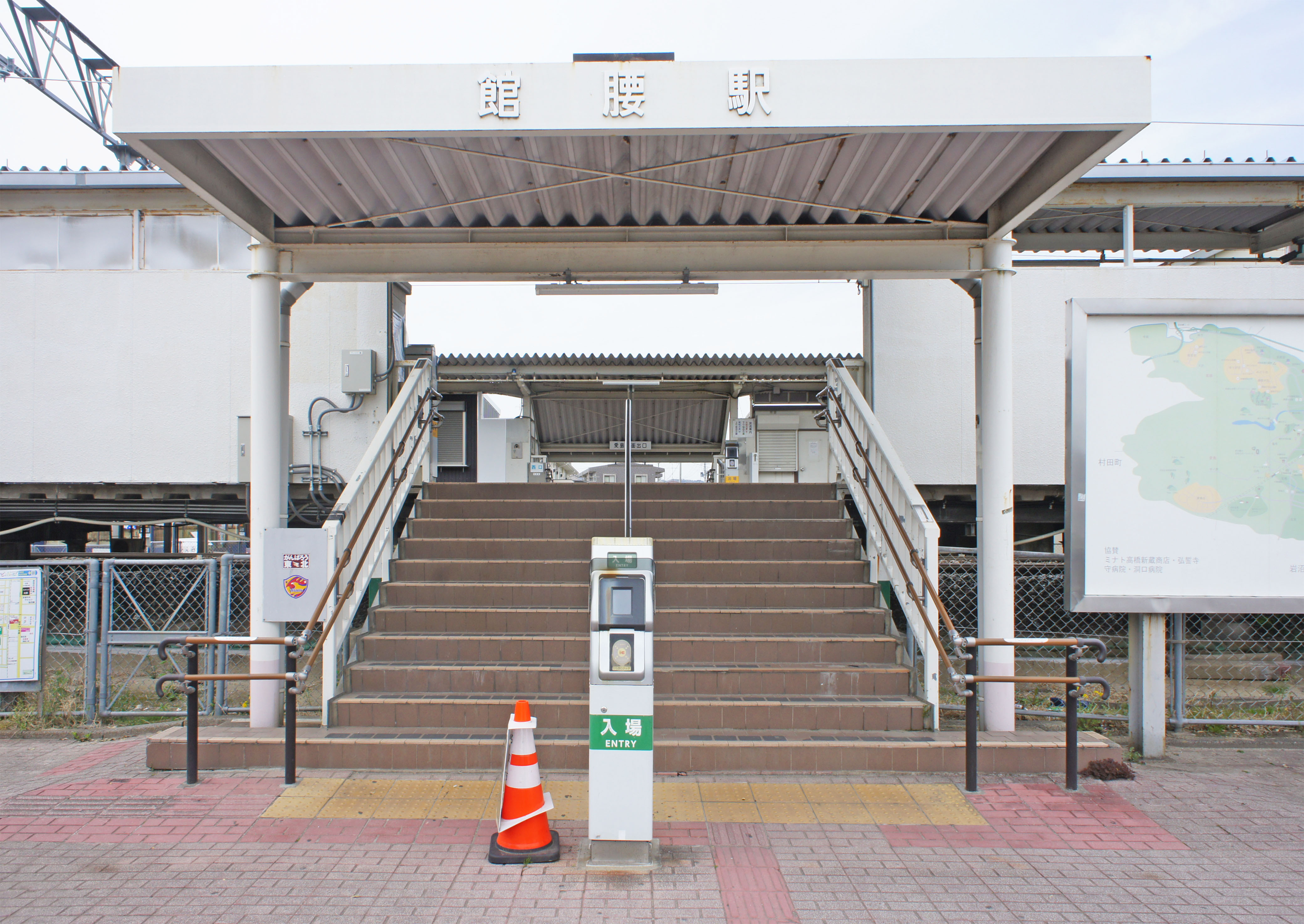
東口改札（2022年4月）
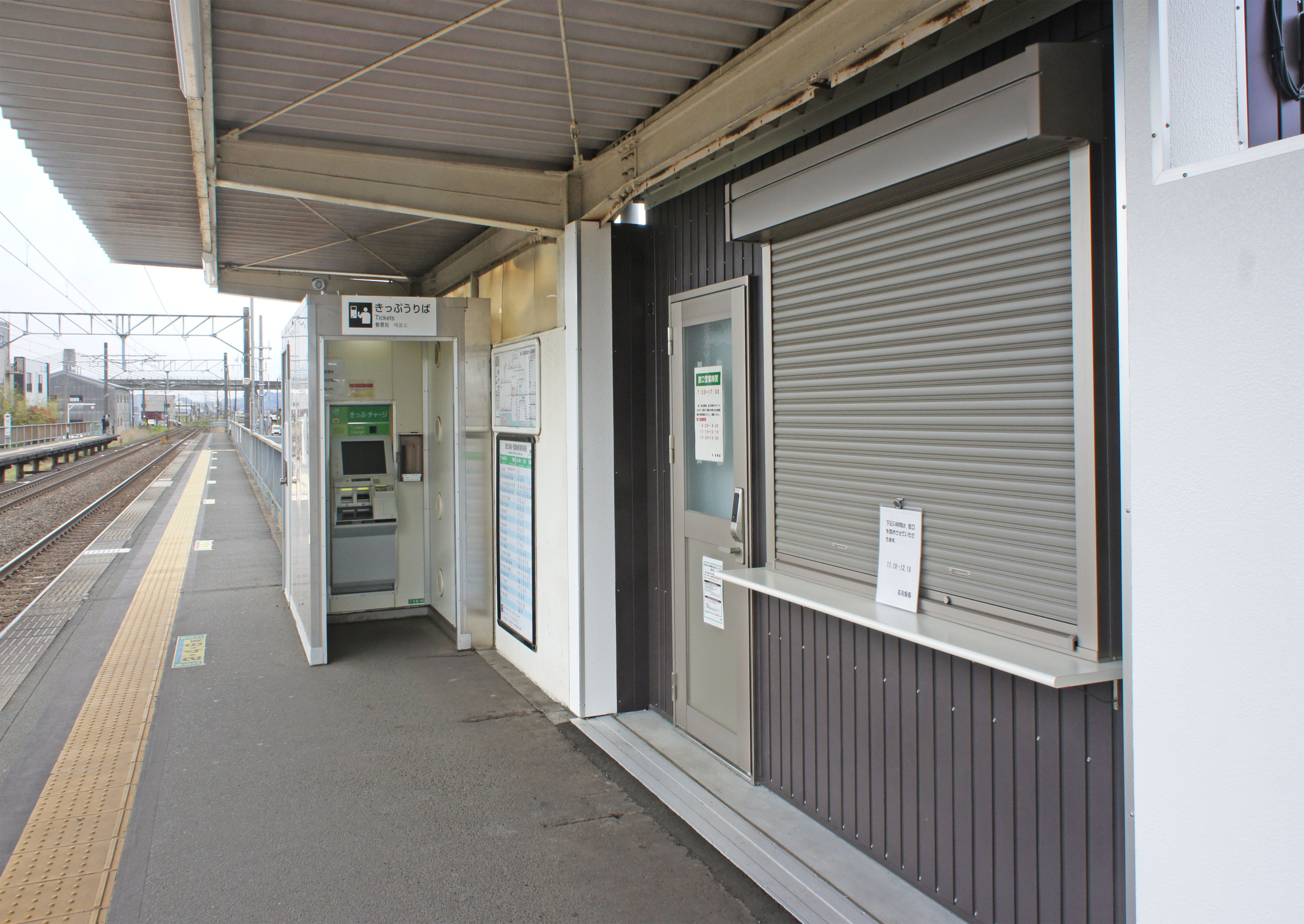
自動券売機（2022年4月）
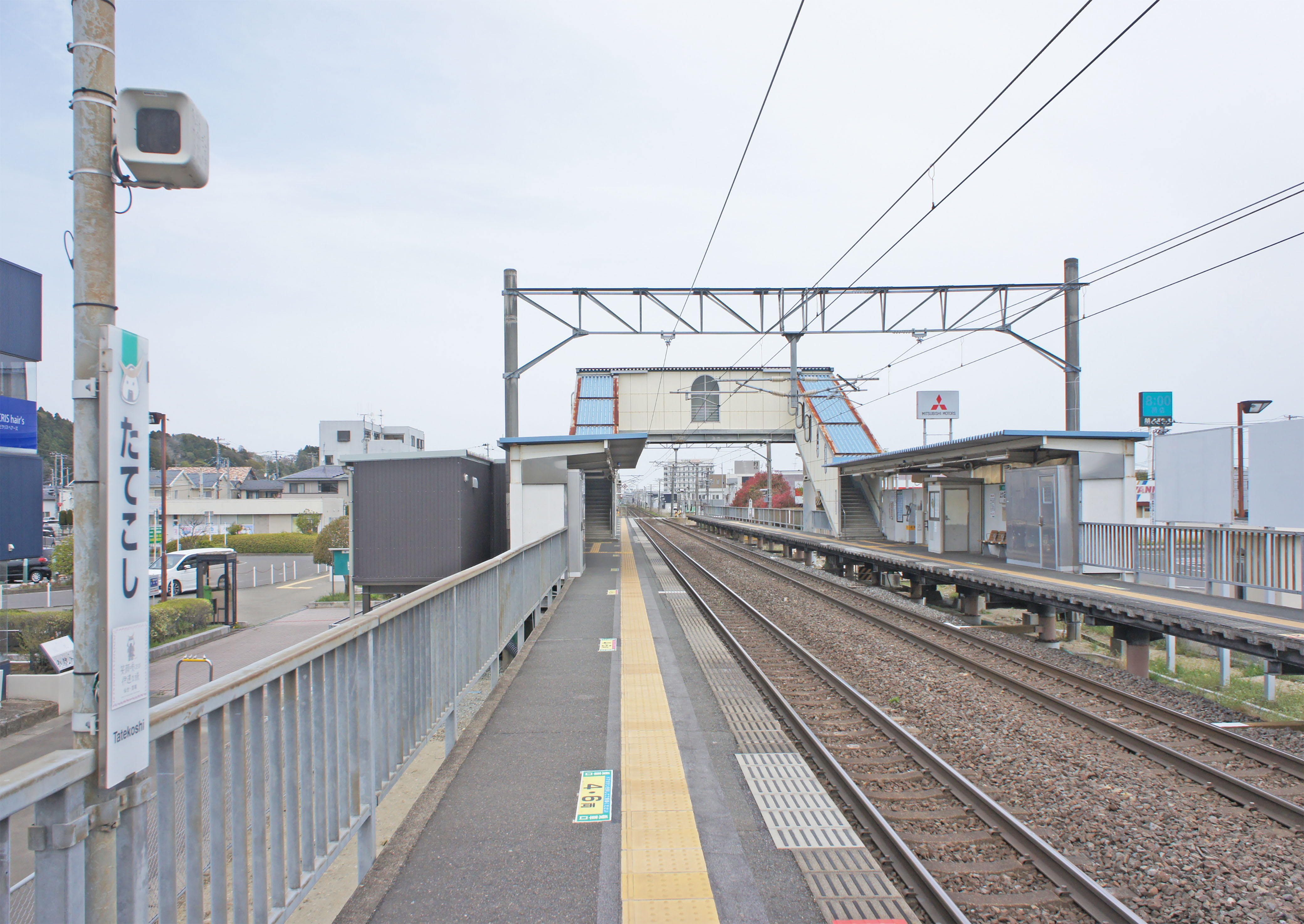
ホーム（2022年4月）

## 利用状況
JR東日本によると、2023年度（令和5年度）の1日平均乗車人員は1,909人である。
2000年度（平成12年度）以降の推移は以下のとおりである。
| 1日平均乗車人員推移 | 1日平均乗車人員推移 | 1日平均乗車人員推移 | 1日平均乗車人員推移 | 1日平均乗車人員推移 |
| 年度                | 定期外              | 定期                | 合計                | 出典                |
| ------------------- | ------------------- | ------------------- | ------------------- | ------------------- |
| 2000年（平成12年）  |                     |                     | 2,268               | [ 利用客数 2 ]      |
| 2001年（平成13年）  |                     |                     | 2,373               | [ 利用客数 3 ]      |
| 2002年（平成14年）  |                     |                     | 2,351               | [ 利用客数 4 ]      |
| 2003年（平成15年）  |                     |                     | 2,353               | [ 利用客数 5 ]      |
| 2004年（平成16年）  |                     |                     | 2,397               | [ 利用客数 6 ]      |
| 2005年（平成17年）  |                     |                     | 2,409               | [ 利用客数 7 ]      |
| 2006年（平成18年）  |                     |                     | 2,361               | [ 利用客数 8 ]      |
| 2007年（平成19年）  |                     |                     | 2,093               | [ 利用客数 9 ]      |
| 2008年（平成20年）  |                     |                     | 2,069               | [ 利用客数 10 ]     |
| 2009年（平成21年）  |                     |                     | 1,927               | [ 利用客数 11 ]     |
| 2010年（平成22年）  |                     |                     | 1,846               | [ 利用客数 12 ]     |
| 2011年（平成23年）  |                     |                     | 1,868               | [ 利用客数 13 ]     |
| 2012年（平成24年）  | 510                 | 1,600               | 2,110               | [ 利用客数 14 ]     |
| 2013年（平成25年）  | 520                 | 1,703               | 2,224               | [ 利用客数 15 ]     |
| 2014年（平成26年）  | 547                 | 1,729               | 2,276               | [ 利用客数 16 ]     |
| 2015年（平成27年）  | 557                 | 1,730               | 2,288               | [ 利用客数 17 ]     |
| 2016年（平成28年）  | 575                 | 1,706               | 2,281               | [ 利用客数 18 ]     |
| 2017年（平成29年）  | 607                 | 1,718               | 2,325               | [ 利用客数 19 ]     |
| 2018年（平成30年）  | 616                 | 1,733               | 2,350               | [ 利用客数 20 ]     |
| 2019年（令和元年）  | 616                 | 1,786               | 2,403               | [ 利用客数 21 ]     |
| 2020年（令和02年）  | 417                 | 1,609               | 2,026               | [ 利用客数 22 ]     |
| 2021年（令和03年）  | 479                 | 1,426               | 1,906               | [ 利用客数 23 ]     |
| 2022年（令和04年）  | 566                 | 1,338               | 1,905               | [ 利用客数 24 ]     |
| 2023年（令和05年）  | 647                 | 1,261               | 1,909               | [ 利用客数 1 ]      |

## 駅周辺
駅の東側は国道4号に面する。また、周辺にはロードサイド型のパチンコ店などが立地する。西口には簡易有料駐車場がある。
- 館腰郵便局
- 岩沼警察署館腰交番
- 館腰神社
- なとりん号　愛島線・館腰植松線「館腰駅前」停留所
- 仙台バス　臨空循環バス「館腰駅東口」停留所

## 隣の駅
東日本旅客鉄道（JR東日本）
■東北本線・■常磐線（常磐線は岩沼駅 - 仙台駅間東北本線）
岩沼駅 - 館腰駅 - 名取駅

### 記事本文
1. 1 2 3 4  「駅の情報（館腰駅）：JR東日本」東日本旅客鉄道。2024年8月25日時点のオリジナルよりアーカイブ。2024年9月22日閲覧。
2. 1 2 3 4 5 6  「東北線名取-岩沼間に新駅設置」『交通新聞』交通協力会、1985年1月10日、1面。
3. 1 2  『鉄道ジャーナル』第21巻第12号、鉄道ジャーナル社、1987年10月、96頁。
4. ↑  「「通報」●東北本線館腰駅の駅員無配置について（旅客局）」『鉄道公報』日本国有鉄道総裁室文書課、1985年3月25日、6面。
5. ↑  「乗車駅証明書発行機を設置」『交通新聞』交通協力会、1986年10月16日、2面。
6. ↑  石野哲 編『停車場変遷大事典 国鉄・JR編 II』（初版）JTB、1998年10月1日、405頁。ISBN 978-4-533-02980-6。
7. ↑  「2003年10月26日（日）仙台エリアSuica（スイカ）デビュー! (PDF)」（プレスリリース）、東日本旅客鉄道、2003年8月21日。2020年5月26日閲覧。
8. ↑  「「館腰駅」「南福島駅」「北山形駅」のバリアフリー化について (PDF)」（プレスリリース）、東日本旅客鉄道東北本部、2023年2月20日。2023年2月20日閲覧。
9. ↑  「Suicaエリア外もチケットレスで! 東北エリアから「えきねっとQチケ」がはじまります (PDF)」（プレスリリース）、東日本旅客鉄道、2024年7月11日。2024年8月1日閲覧。
10. 1 2 3  「JR東日本：駅構内図・バリアフリー情報（館腰駅）」東日本旅客鉄道。2024年9月22日閲覧。

### 利用状況
1. 1 2  「各駅の乗車人員 2023年度 101位以下（4）| 企業サイト：JR東日本」東日本旅客鉄道。2025年8月1日閲覧。
2. ↑  「JR東日本：各駅の乗車人員（2000年度）」東日本旅客鉄道。2025年8月1日閲覧。
3. ↑  「JR東日本：各駅の乗車人員（2001年度）」東日本旅客鉄道。2025年8月1日閲覧。
4. ↑  「JR東日本：各駅の乗車人員（2002年度）」東日本旅客鉄道。2025年8月1日閲覧。
5. ↑  「JR東日本：各駅の乗車人員（2003年度）」東日本旅客鉄道。2025年8月1日閲覧。
6. ↑  「JR東日本：各駅の乗車人員（2004年度）」東日本旅客鉄道。2025年8月1日閲覧。
7. ↑  「JR東日本：各駅の乗車人員（2005年度）」東日本旅客鉄道。2025年8月1日閲覧。
8. ↑  「JR東日本：各駅の乗車人員（2006年度）」東日本旅客鉄道。2025年8月1日閲覧。
9. ↑  「JR東日本：各駅の乗車人員（2007年度）」東日本旅客鉄道。2025年8月1日閲覧。
10. ↑  「JR東日本：各駅の乗車人員（2008年度）」東日本旅客鉄道。2025年8月1日閲覧。
11. ↑  「JR東日本：各駅の乗車人員（2009年度）」東日本旅客鉄道。2025年8月1日閲覧。
12. ↑  「JR東日本：各駅の乗車人員（2010年度）」東日本旅客鉄道。2025年8月1日閲覧。
13. ↑  「JR東日本：各駅の乗車人員（2011年度）」東日本旅客鉄道。2025年8月1日閲覧。
14. ↑  「JR東日本：各駅の乗車人員（2012年度）」東日本旅客鉄道。2025年8月1日閲覧。
15. ↑  「各駅の乗車人員 2013年度 ベスト100以外（4）：JR東日本」東日本旅客鉄道。2025年8月1日閲覧。
16. ↑  「各駅の乗車人員 2014年度 ベスト100以外（4）：JR東日本」東日本旅客鉄道。2025年8月1日閲覧。
17. ↑  「各駅の乗車人員 2015年度 ベスト100以外（4）：JR東日本」東日本旅客鉄道。2025年8月1日閲覧。
18. ↑  「各駅の乗車人員 2016年度 ベスト100以外（4）：JR東日本」東日本旅客鉄道。2025年8月1日閲覧。
19. ↑  「各駅の乗車人員 2017年度 ベスト100以外（4）：JR東日本」東日本旅客鉄道。2025年8月1日閲覧。
20. ↑  「各駅の乗車人員 2018年度 ベスト100以外（4）：JR東日本」東日本旅客鉄道。2025年8月1日閲覧。
21. ↑  「各駅の乗車人員 2019年度 ベスト100以外（4）：JR東日本」東日本旅客鉄道。2025年8月1日閲覧。
22. ↑  「各駅の乗車人員 2020年度 101位以下（4）| 企業サイト：JR東日本」東日本旅客鉄道。2025年8月1日閲覧。
23. ↑  「各駅の乗車人員 2021年度 101位以下（4）| 企業サイト：JR東日本」東日本旅客鉄道。2025年8月1日閲覧。
24. ↑  「各駅の乗車人員 2022年度 101位以下（4）| 企業サイト：JR東日本」東日本旅客鉄道。2025年8月1日閲覧。